# Боски-Сант-Анна
Боски-Сант-Анна (итал. Boschi Sant'Anna) — коммуна в Италии, располагается в провинции Верона области Венеция.
Население составляет 1402 человека (2008 г.), плотность населения составляет 156 чел./км². Занимает площадь 9 км². Почтовый индекс — 37040. Телефонный код — 0442.
Покровителями коммуны почитаются святые Иоаким и Анна, празднование 26 июля.

## Демография
Динамика населения:

## Администрация коммуны
- Официальный сайт: